# Drago Božac
Drago Božac, slovenski častnik, veteran vojne za Slovenijo, župan občine Divača, 9. julij 1950, Brežec pri Divači.
Major Božac je bil poveljnik 62. brigade Slovenske vojske.
Za župana občine Divača je bil izvoljen v drugem krogu lokalnih volitev 24. oktobra 2010.

## Vojaška kariera
- poveljnik 62. brigade Slovenske vojske (27. avgust 2001 - )
- poveljnik 42. brigade Slovenske vojske (? - 27. avgust 2001)

## Odlikovanja in priznanja
- srebrna medalja generala Maistra z meči
- srebrna medalja Slovenske vojske (24. oktober 2000)
- spominski znak Obranili domovino 1991 (6. oktober 1999)
- spominski znak Komenski kras 1991 (19. junij 1998)